# Episodi di Hell on Wheels (seconda stagione)
La seconda stagione della serie televisiva Hell on Wheels è stata trasmessa in prima visione negli Stati Uniti dal canale via cavo AMC dal 12 agosto al 7 ottobre 2012.
In Italia la seconda stagione è stata trasmessa in prima visione da Rai Movie dal 21 luglio al 18 agosto 2014.
| nº | Titolo originale       | Titolo italiano         | Prima TV USA      | Prima TV Italia |
| -- | ---------------------- | ----------------------- | ----------------- | --------------- |
| 1  | Viva La Mexico         | Viva la Mexico          | 12 agosto 2012    | 21 luglio 2014  |
| 2  | Durant, Nebraska       | Durant, Nebraska        | 19 agosto 2012    | 21 luglio 2014  |
| 3  | Slaughterhouse         | Mattatoio               | 26 agosto 2012    | 28 luglio 2014  |
| 4  | Scabs                  | Crumiri                 | 2 settembre 2012  | 28 luglio 2014  |
| 5  | The Railroad Job       | Il colpo della ferrovia | 9 settembre 2012  | 4 agosto 2014   |
| 6  | Purged Away with Blood | Lavato col sangue       | 16 settembre 2012 | 4 agosto 2014   |
| 7  | The White Spirit       | Lo spirito bianco       | 23 settembre 2012 | 11 agosto 2014  |
| 8  | The Lord's Day         | Il giorno del Signore   | 30 settembre 2012 | 11 agosto 2014  |
| 9  | Blood Moon             | Luna di sangue          | 7 ottobre 2012    | 18 agosto 2014  |
| 10 | Blood Moon Rising      | Sorge la luna di sangue | 7 ottobre 2012    | 18 agosto 2014  |